# Bundesstraße 259
Die deutsche Bundesstraße 259 (Abkürzung: B 259) führt von Ulmen in südöstlicher Richtung durch Büchel und Faid nach Cochem an der Mosel.

## Verlauf
Die B 259 beginnt bei Ulmen, direkt am Zubringer zur Anschlussstelle Ulmen der A 48, als Fortsetzung der Bundesstraße 257. Sie verläuft weiter südöstlich und führt – im Weiteren immer wieder durch kleine Wälder gehend – an Auderath vorbei. Nach Umfahrung des Fliegerhorstes durchquert die Straße Büchel. Immer noch südostwärts an Feldern vorbeiführend, erstreckt sich die B 259 nun durch Faid und schließlich in Richtung Westen durch einen Wald. Kurz vor dem Ende führt die Straße am Rand von Sehl entlang. Nochmal nach Norden abdriftend, mündet die B 259 an einem Kreisverkehr direkt am Ufer der Mosel in die Bundesstraße 49, unweit von Cochem.